# Мигулько, Виктор Васильевич
Виктор Васильевич Мигулько (7 декабря 1924, Губник — 22 декабря 1993, Киев) — советский украинский художник-постановщик фильмов киностудии им. Довженко. Заслуженный художник Украинской ССР (1978).

## Биография
Родился в 1924 году в селе Губник Винницкого уезда Подольской губернии Украинской ССР.
Участник Великой Отечественной войны. В РККА с апреля 1944 года, служил в 49-й стрелковой дивизи, награждён Орденом Отечественной войны (1985).
В 1947 году окончил отделение живописи Одесского художественного училища. Член КПСС с 1949 года.
Затем в 1953 году окончил художественный факультет ВГИКа (ученик Ф. С. Богородского).
С 1953 года — художник-постановщик Киевской киностудии имени А. П. Довженко, участвовал в съёмках более 30 фильмов.
Автор пейзажей, картин на историю тематику. Участник всеукраинских и всесоюзных выставок с 1946 года, персональные выставки в Киеве (1974, 1984).
В 1978 году присвоено звание Заслуженного художника Украинской ССР.
Умер в 1993 году в Киеве.

## Фильмография
- 1953 — Команда с нашей улицы
- 1954 — Над Черемошем
- 1955 — Звёзды на крыльях
- 1955 — Пути и судьбы
- 1956 — Иван Франко
- 1957 — Гори, моя звезда
- 1957 — Рождённые бурей
- 1958 — Сашко
- 1959 — Олекса Довбуш
- 1960 — Люди моей долины
- 1961 — Артист из Кохановки
- 1962 — Среди добрых людей
- 1963 — Бухта Елены
- 1964 — Ключи от неба
- 1967 — Цыган
- 1968 — Беглец из «Янтарного»
- 1969 — Почтовый роман
- 1971 — Второе дыхание
- 1971 — Человек в проходном дворе
- 1972 — Вера, Надежда, Любовь
- 1973 — Заячий заповедник
- 1974 — Рождённая революцией
- 1975 — Волны Чёрного моря
- 1975 — Простые заботы
- 1978 — Алтунин принимает решение
- 1979 — Дождь в чужом городе
- 1980 — Странный отпуск
- 1981 — История одной любви
- 1981 — Тайна, известная всем
- 1983 — Провал операции «Большая Медведица»
- 1985 — Контрудар
- 1986 — Нас водила молодость...
- 1987 — Цыганка Аза